# 前田佑
前田 佑（まえだ たすく、Tasuku Maeda 1984年12月22日 - ）は、富山県出身の日本の作詞家、作曲家、編曲家、音楽プロデューサー、DJ。Tiny Voice Production 所属。

## 来歴
大学時代にDJを始める。その後作曲に手を広げ、就職後も曲作りがしたいという理由で音楽の専門学校に2年間通学。2012年より作家活動開始（初期作品はTasuku Maeda名義）。主にJ-POPの作曲・編曲を行う。

## 主な共同制作者
栗原暁・久保田真悟(Jazzin' park)、今井了介。

## 主な楽曲提供歌手
嵐、King & Prince、Kis-My-Ft2、Snow Man、YUKIほか。